# Marek Gołąb
Marek Gołąb (Zakliczyn, 7 maggio 1940 – Breslavia, 6 ottobre 2017) è stato un sollevatore polacco medagliato olimpico e mondiale che ha gareggiato nella categoria dei pesi medio-massimi (fino a 90 kg).

## Biografia
La carriera sportiva di Gołąb ebbe il suo periodo migliore negli anni tra il 1964 e il 1968, quando riuscì a ottenere i maggiori risultati a livello internazionale.
Nel 1964 vinse la medaglia di bronzo ai campionati europei di Mosca con 440 kg nel totale di tre prove.
Due anni dopo vinse la medaglia di bronzo ai campionati mondiali ed europei di Berlino Est con 475 kg nel totale, dietro all'ungherese Géza Tóth (487,5 kg) e al connazionale Ireneusz Paliński (477,5 kg).
Nel 1968 partecipò alle Olimpiadi di Città del Messico, conquistando un'altra medaglia di bronzo con 495 kg nel totale, battuto dal finlandese Kaarlo Kangasniemi (517,5 kg) e dal sovietico Jaan Talts (507,5 kg). In quell'edizione dei Giochi Olimpici la competizione di sollevamento pesi era valida anche come campionato mondiale. 
Nel 1970 terminò al 5º posto ai campionati mondiali di Columbus con 485 kg nel totale.
Nel 1972 Gołąb decise di ritirarsi dall'attività agonistica a seguito di un infortunio e di dedicarsi all'attività di allenatore di sollevamento pesi, che lo vedrà in seguito diventare assistente tecnico della squadra nazionale polacca di questa disciplina, nonché dirigente della Federazione polacca di sollevamento pesi.
Nel corso della sua carriera di sollevatore Marek Gołąb realizzò un record del mondo nel 1966 nella prova di distensione lenta.